# Saxifraga lilacina
Saxifraga lilacina är en stenbräckeväxtart som beskrevs av John Firminger Duthie. Saxifraga lilacina ingår i Bräckesläktet som ingår i familjen stenbräckeväxter. Inga underarter finns listade i Catalogue of Life.